# Hydraulmotor

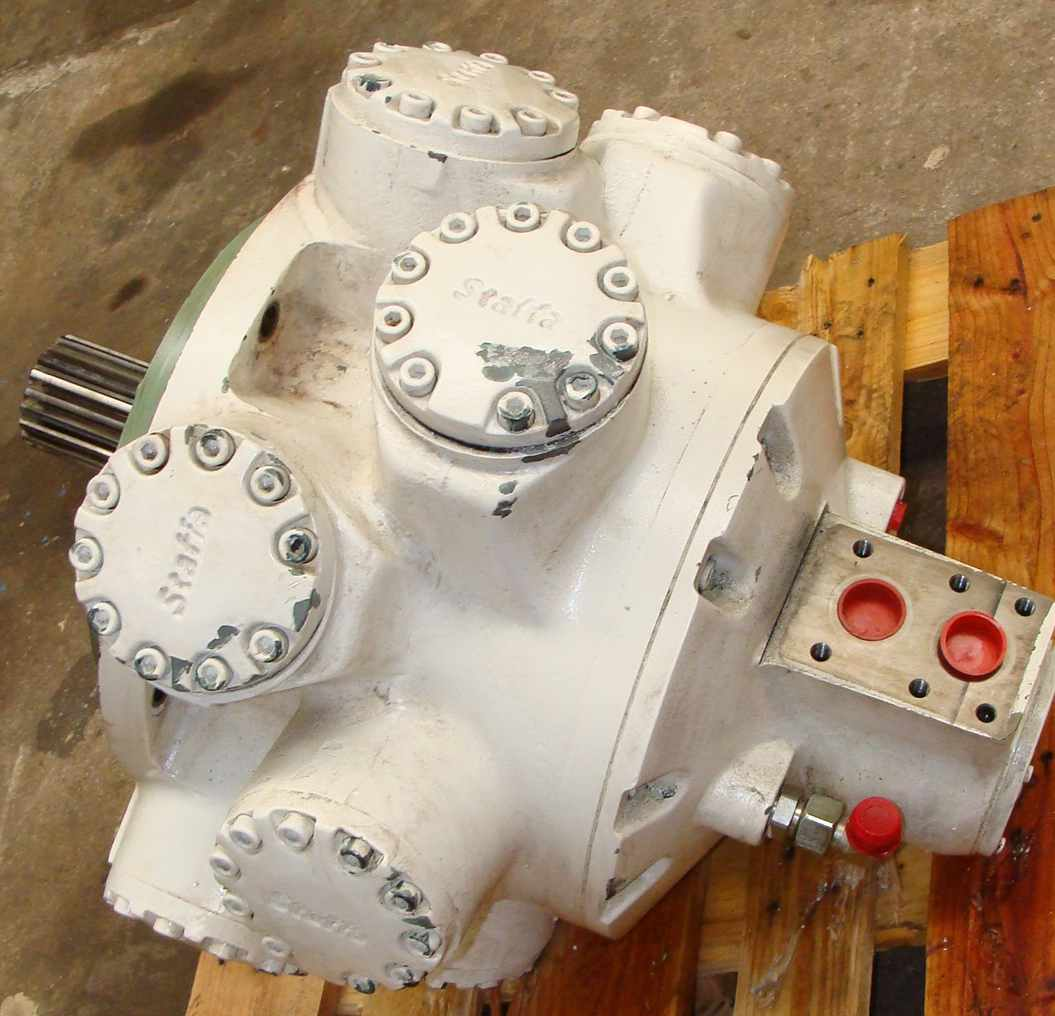
En hydraulmotor av typen radialkolvmotor.

Hydraulmotor är en anordning som omvandlar energi från hydraulmedium till rörelseenergi.
Med hydraulmotor (eller hydraulikmotor) avses vanligen en deplacerande strömningsmaskin som försörjs med trycksatt hydraulolja som får motorns utgående axel att rotera. Hydrauloljan används som kombinerat energiöverförande medium och smörjmedel. 

## Tekniska egenskaper
Hydraulmotorer, likt en elektrisk motor, har ett idealt avgivet moment (utan hänsyn till verkningsgraden) som är oberoende av varvtalet från nära 0-varvtal till maximalt tillåtet varvtal. Motorn har alltså idealt en helt "rak" momentkurva. Inräknat den hydraulmekaniska verkningsgraden, η(mek), är i praktiken utgående moment inom motorns normala varvtalsområde i stort sett oberoende av varvtalet även om verkningsgraden i vissa fall kan ha en avgörande betydelse för maskindrivningen vid lägsta och högsta varvtal och alltså måste kontrolleras när hydraulsystemet beräknas. Alla hydraulmotorer har en bästa driftspunkt (kombinerat tryck och varvtal) där verkningsgraden är som störst. Vid låga varvtal och vid höga varvtal sjunker verkningsgraden. 
Inmatad hydrauleffekt till hydraulmotorn beräknas som; Ein = Flöde x Tryck. Med hydraulflödet Q uttryckt i (liter/min) och hydraultrycket P uttryckt i (bar) är den inmatade effekten; Ein = (Q x P)/600 (kW). Totalverkningsgraden ligger i genomsnitt på; η(tot)=0.93. Utgående effekt beräknas som; Eut = Ein x η(tot).
En hydraulmotor kan fås att avge mycket stora vridmoment utan behov av mellanliggande mekanisk växel. Avgivet moment = Tryck x Deplacement. Med trycket P uttryckt i (bar) och deplacementet V i (cc/r), beräknas det idealt avgivna momentet som; Mi = (P x V)/20π = (P x V)/62.8 (Nm). En hydraulmotors mekaniska verkningsgrad η(mek) ligger normalt i intervallet η= 0.96-0.97. Verkligt utgående moment erhålls därför som; Me = Mi x η(mek).
Beräkningsexempel:
Motordeplacement: 100 (cc/r)
Arbetstryck: 300 (bar)
Inmatat flöde: 200 (lit/min)
Med verkningsgrader enligt text ovan:
Avgivet moment: Me = 460 (Nm)
Avgiven effekt: Eut = 93 (kW)
En hydraulmotor har vanligtvis avsevärt mindre byggmått än en motsvarande el-motor eller förbränningsmotor för samma avgivna effekt. Hydraulmotorer utförs vanligen med symmetriska strömningsegenskaper i båda rotationsriktningar men kan fås att uppnå en bättre verkningsgrad om motorn enbart ska rotera i en riktning i den aktuella maskinapplikationen. Hydraulmotorers deplacement täcker ett område på några få cc/varv (ej inräknat micro-motorer) upp till flera liter/varv. Det maximala varvtalet beror av motorns deplacement och motortyp och sträcker sig från mindre än 1 varv/min för de största motorerna upp till 12–15000 varv/min för mindre motorer i området 5–15 cc/varv. Hydraulmotorer finns för både fast deplacement (ej ställbart), steglöst variabelt deplacement eller stegvis variabelt deplacement med olika typ av styrdon, elektriska eller hydrauliska styrdon. Vissa grundtyper av hydraulmotorer kan inte konstrueras med steglöst variabelt deplacement, ex. kugghjulstyp, trochoidtyp och radialkolvtyp.

## Applikationsområde för hydraulmotorer
Applikationsområdet för hydraulmotorer är näst intill "oändligt" och täcker in i stort sett alla förekommande maskindrivningar men används i huvudsak inom mobila maskinapplikationer, även om industriella applikationer också är vanliga där möjligheten till den hydrauliska energiöverföringen från kraftkällan till drivmotorn är en stor fördel eller att avgivet moment är avgörande för den tekniska lösningen med reducerat behov av växellådor för att få ut höga vridmoment. Några vanliga mobila maskinapplikationer för hydraulmotorer är drivning av vinschtrummor, drivning av utgående roterande arbetsverktyg och för drivning av utgående drivhjul (för framdrivningen) till larvbandsburna eller gummihjulsburna maskiner, ex. grävmaskiner och skogsmaskiner. Hydraulmotorer försörjs från el-motordrivna hydraulpumpar i industriella applikationer eller från dieselmotordrivna hydraulpumpar i mobila applikationer.

## Några olika grundläggande typer av hydraulmotorer
- Radialkolvmotor
- Axialkolvmotor av typ 'bent axis' eller Thoma-principen
- Axialkolvmotor av typ 'snedskiva'
- Vingmotor
- Kugghjulsmotor av ytterkugghjuls-typ
- Kugghjulsmotor av innerkugghjuls-typ
- Trochoidmotor (Gear-rotor)

## Några tillverkare av hydraulmotorer
- Hägglunds Drives AB
- Integrated Drives Sweden AB
- Bosch-Rexroth
- Parker Hannifin
- Sauer-Danfoss
- Sunfab Hydraulics AB
- Poclain Hydraulics
- Sampo Hydraulics
- Eaton Hydraulics
- Voith
- Staffa Hydraulics
- Bucher Hydraulics